# حافظه غیرفرار بایوس

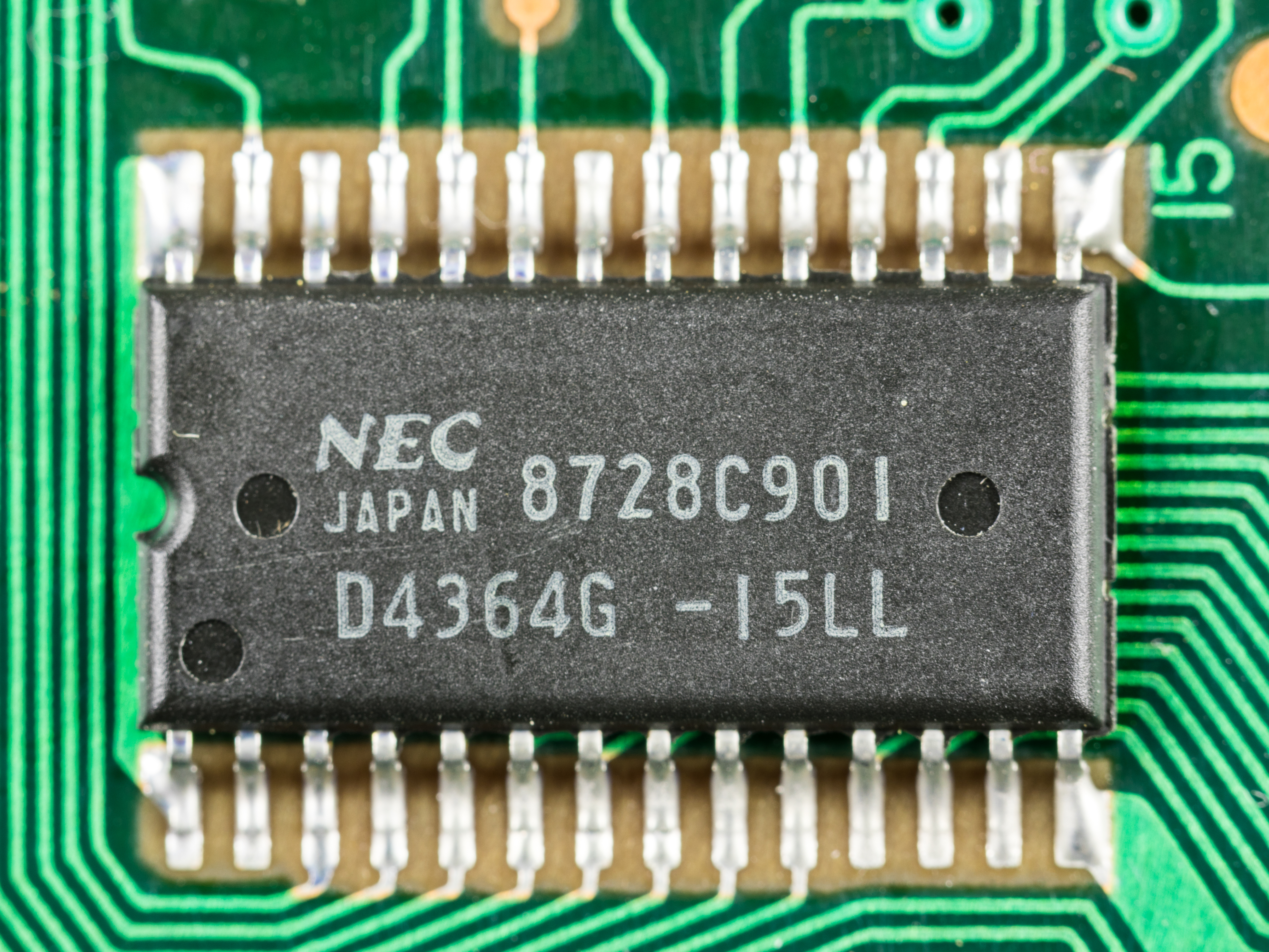
NEC µPD4364 - 8192 x 8 Bit Static CMOS RAM

حافظه غیرفرار بایوس (به انگلیسی: Nonvolatile BIOS memory) که با نام حافظه سیماس (به انگلیسی: CMOS Memory) نیز شناخته می‌شود، یک حافظه دائم با ظرفیت محدود است. در آن مشخصات بایوس و سخت‌افزارهای مهمی چون صفحه کلید و مادربورد و RAM در کنار ساعت و تاریخ رایانه ذخیره می‌شود.